# Cirolana leptanga
Cirolana leptanga är en kräftdjursart som beskrevs av Bruce 1994. Cirolana leptanga ingår i släktet Cirolana och familjen Cirolanidae.
Artens utbredningsområde är Papua Nya Guinea. Inga underarter finns listade i Catalogue of Life.